# Waalkade (Zaltbommel)
De Waalkade is een straat aan de rivier de Waal in de stad Zaltbommel in de Nederlandse provincie Gelderland.

## Beschrijving
De Waalkade loopt vanaf de Stadsdijk en de Heksenwal tot de Veerweg waar de straat in overgaat. Zijstraten van de Waalkade zijn de Waterstraat, bereikbaar via de Waterpoort; en de Korte Steigerstraat. De Waalkade heeft ook nog een aftakking van 110 meter lang die doodloopt. Zelf is de straat ongeveer 410 meter lang.
Parallel aan de Waalkade loopt de Waal. Parallel aan de Waalkade bevindt zich de uiterwaarden die vrij toegankelijk zijn. De Waalkade zelf heeft men in 1995 opnieuw moeten inrichten in verband met het hoge water.

## Bebouwing

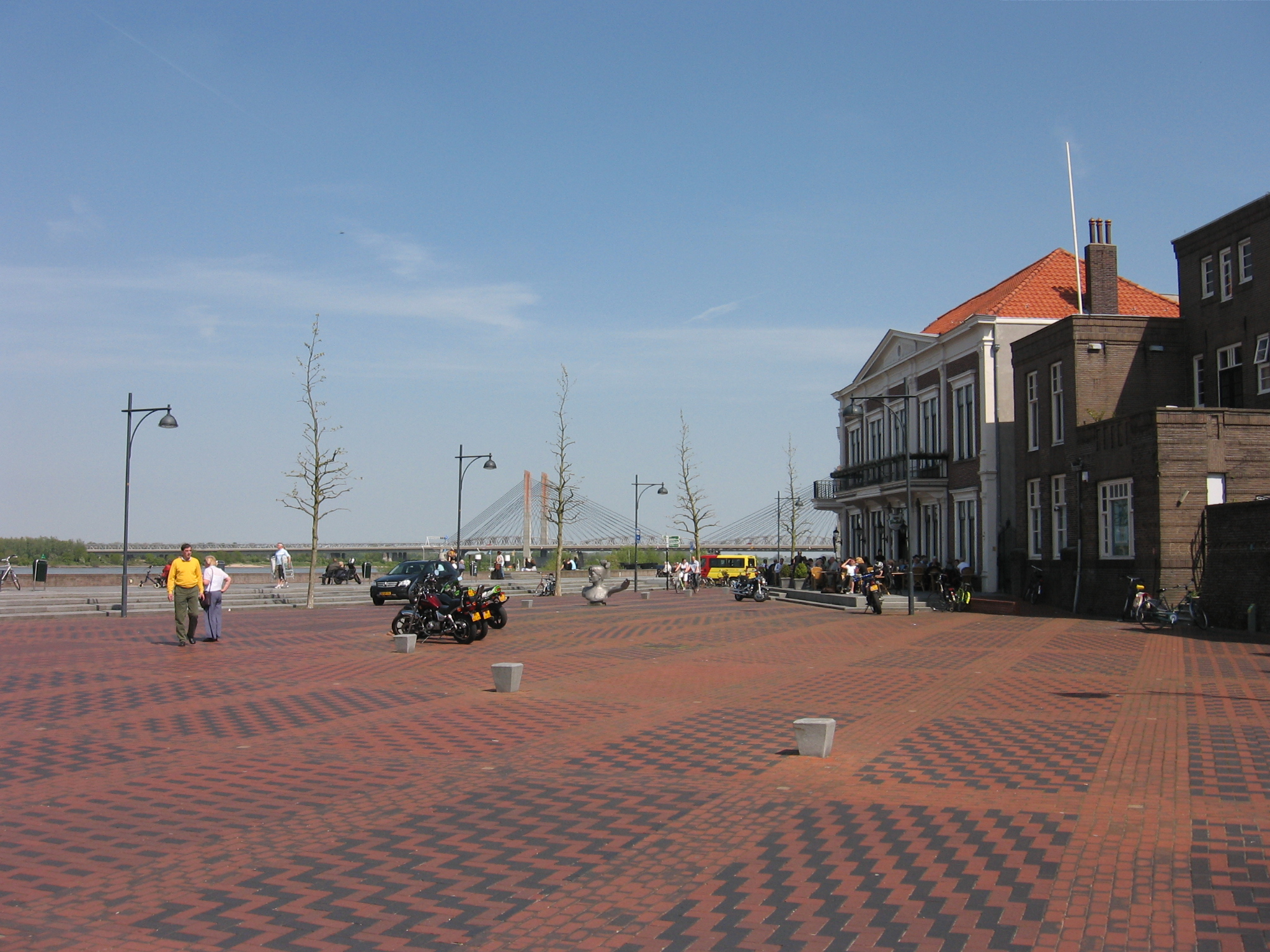
Sociëteit "De Verdraagzaamheid" aan de Waalkade 6 uit 1871 is een rijksmonument.

Aan de Waalkade zijn delen van de Zaltbommelse stadsmuur in de gebouwen verwerkt en bewaard gebleven. Een aantal panden in deze straat hebben de status van rijksmonument. Het Grand cafe "de Verdraagzaamheid" aan Waalkade 6 is hiervan een voorbeeld. Dit pand huisvest een herensociëteit en dateert van 21 mei 1803. Vroeger was het gevestigd aan de Markt op de eerste verdieping van het "stadskoffyhuys" in het gemeentehuis. De naam "de Verdraagzaamheid" kreeg de herensociëteit pas in 1928.

## Beelden aan de Waalkade

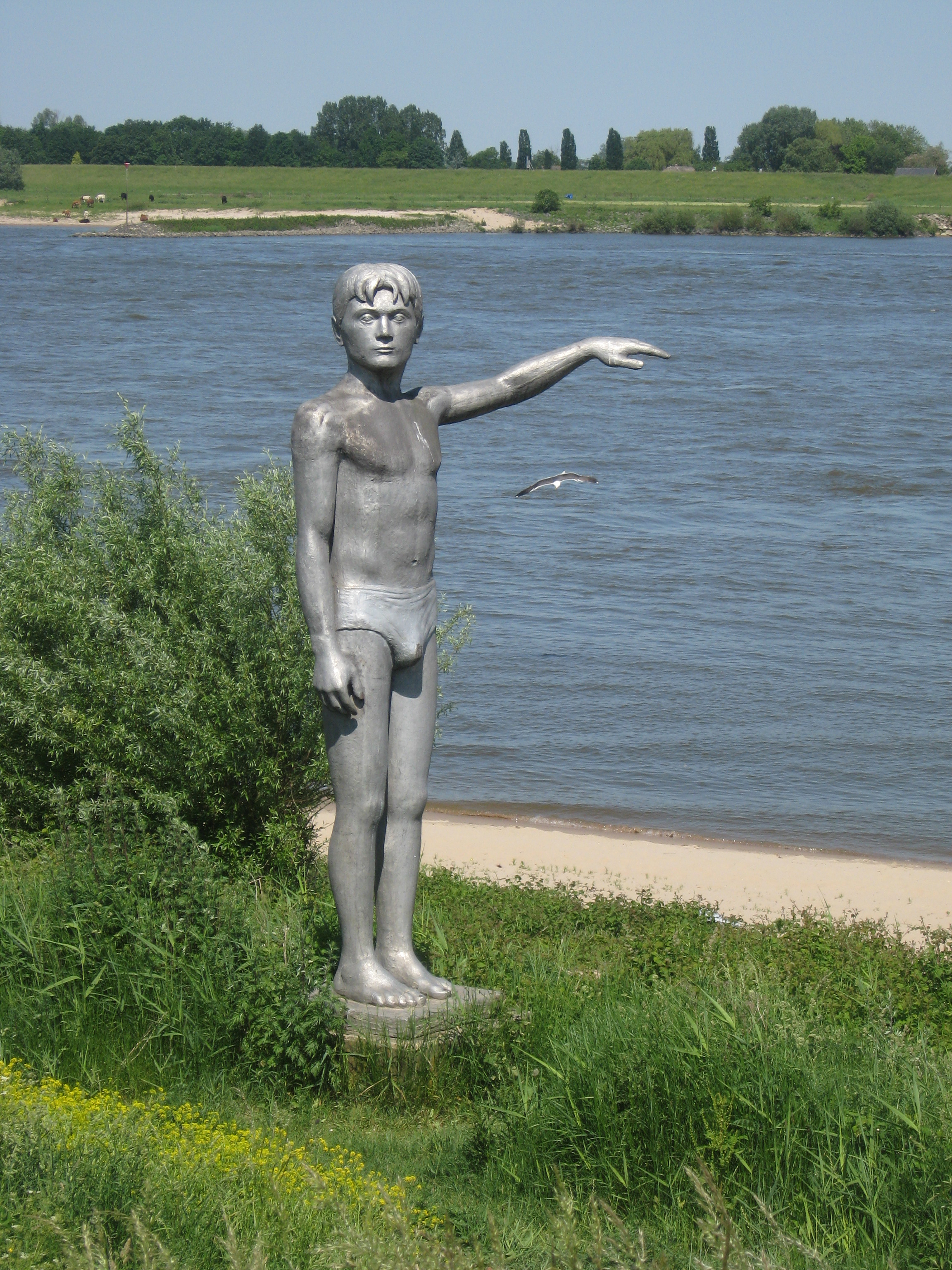
"De waterjongen" (1998) van Marcel Smink
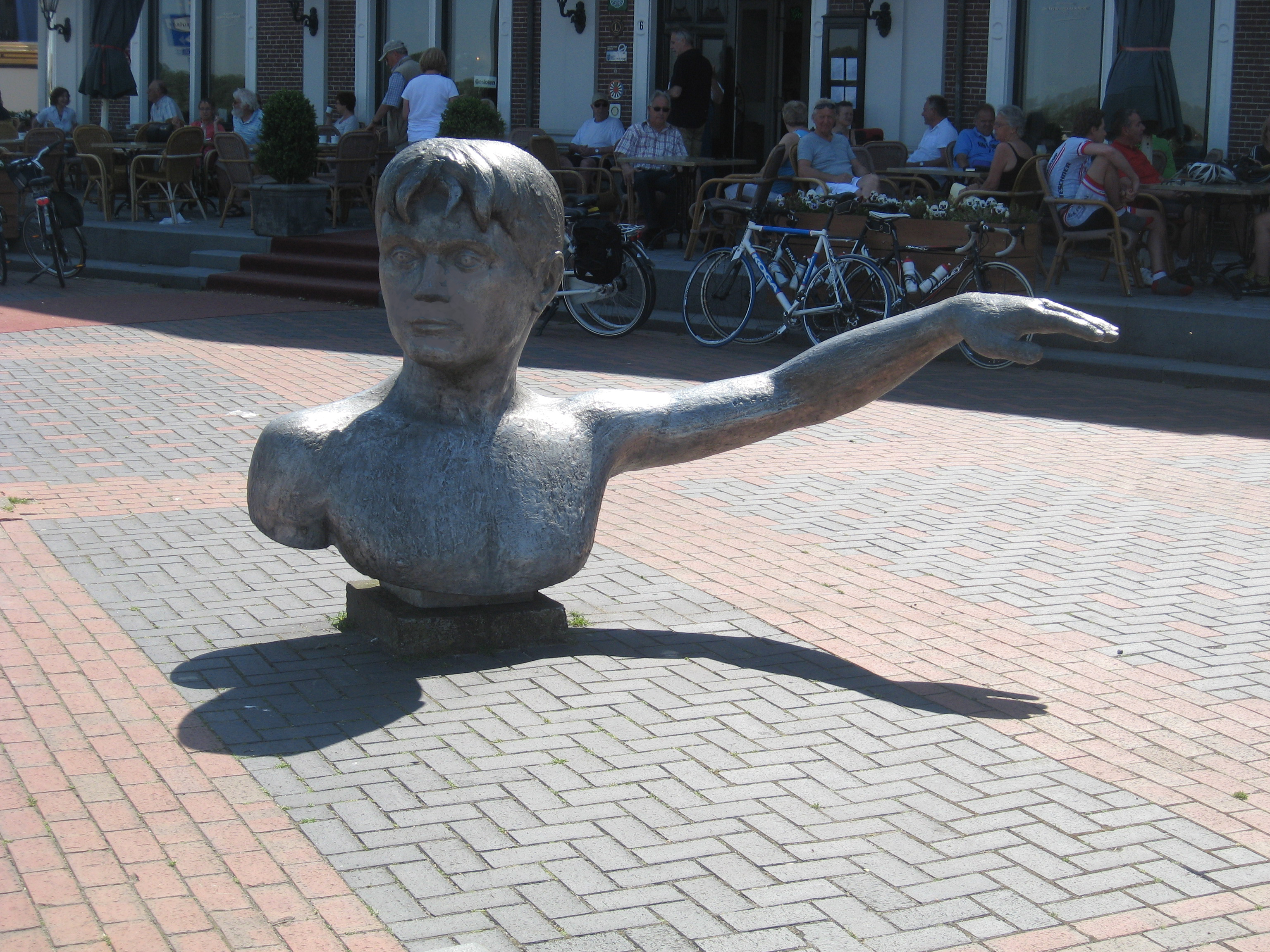
"Borstbeeld de waterjongen" (1998) van Marcel Smink
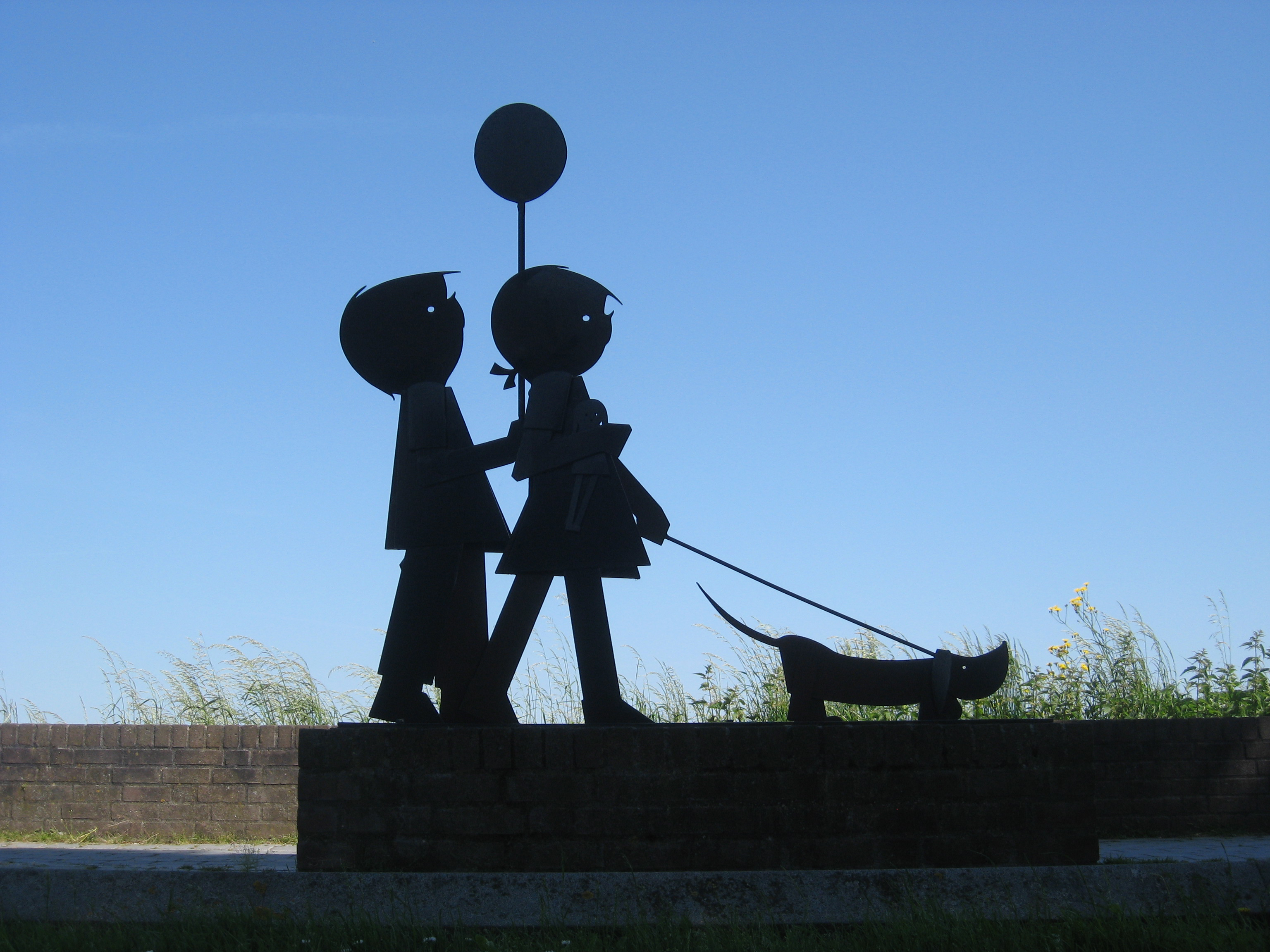
"Jip en Janneke" (1992) van Ton Koops
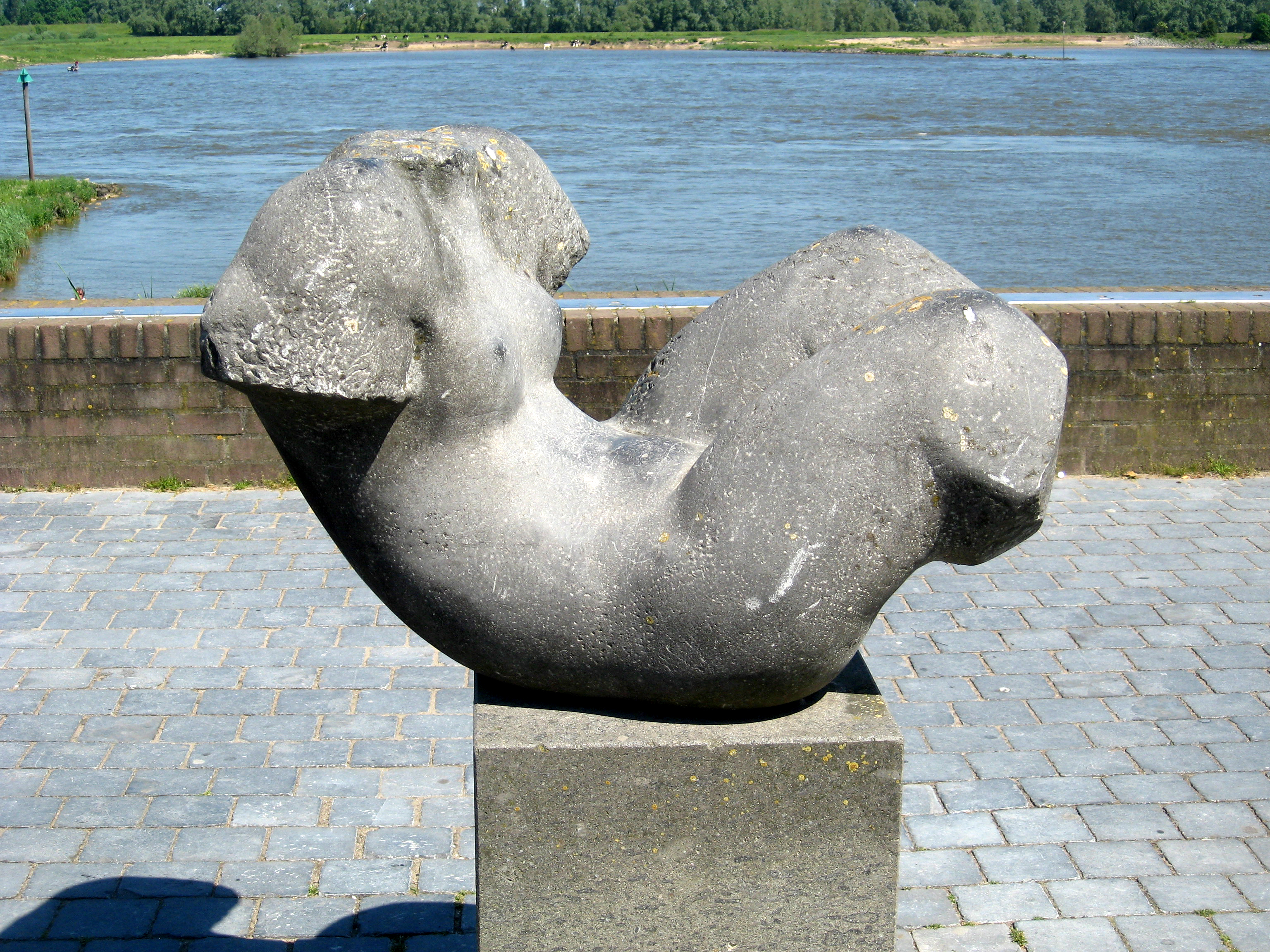
"Liggende torso" (1982) van Lucas van Blaaderen
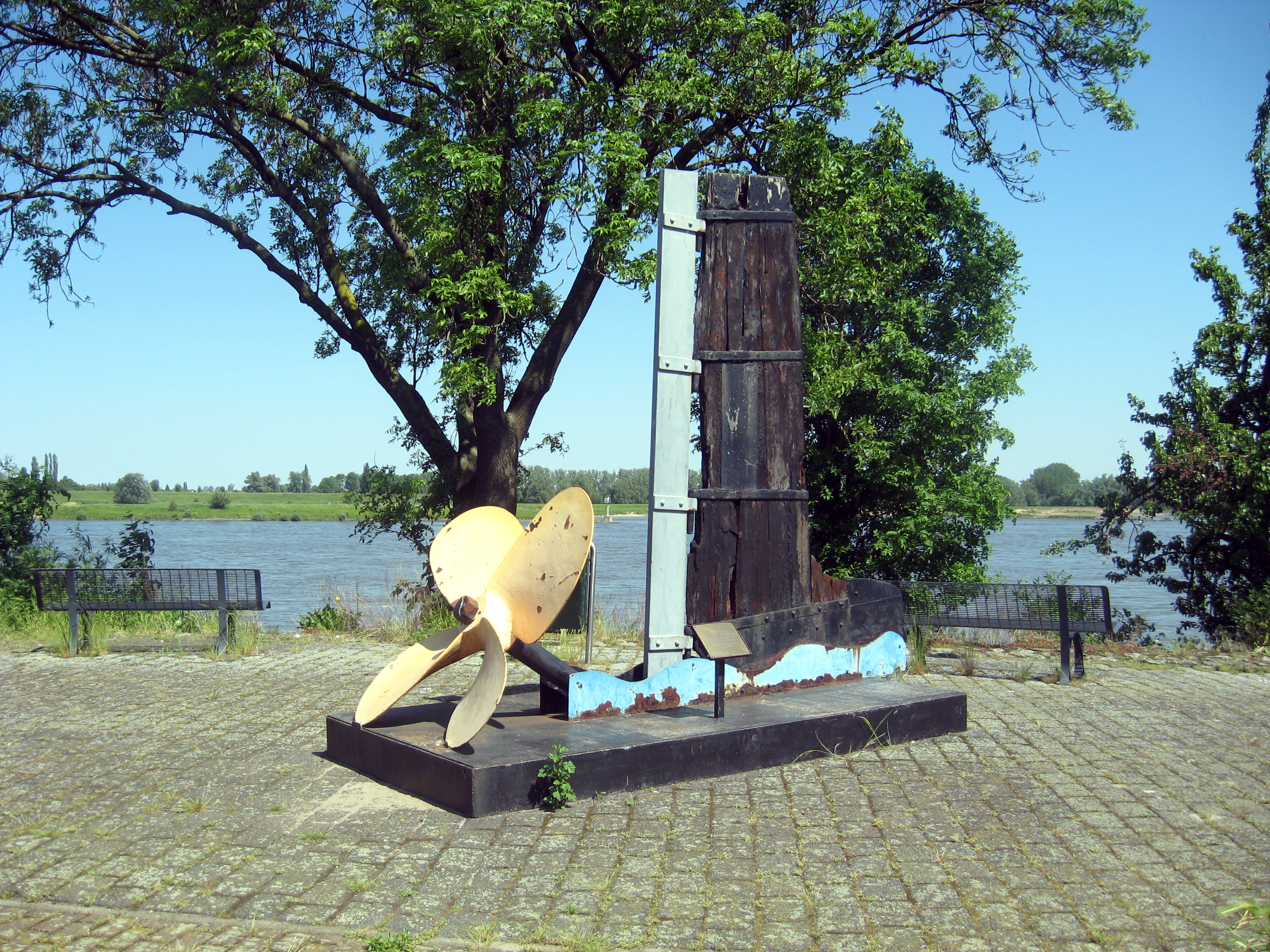
Van zeil tot schroef Object Veerdam (1985)

Boschstraat ·
De Virieusingel ·
Gamerschestraat ·
Gasthuisstraat ·
Kerkplein ·
Kerkstraat · 
Korte Steigerstraat ·
Korte Strikstraat ·
Lange Steigerstraat · 
Markt ·
Nieuwstraat ·
Nonnenstraat ·
Oliemolen ·
Oliestraat ·
Steenweg ·
Tolstraat · 
Vismarkt · 
Waalkade · 
Waterstraat · 
Zandstraat